# Hamipterus
Hamipterus tianshanensis
Genre
Espèce
Hamipterus est un  genre fossile de ptérosaures ptéranodontoïdes du Crétacé inférieur, découvert dans l'actuelle province du Xinjiang dans le Nord-Ouest de la Chine. Selon Paleobiology Database en 2024, ce genre est resté monotypique et a une seule espèce, l'espèce type Hamipterus tianshanensis.

## Historique
Le genre Hamipterus et l'espèce Hamipterus tianshanensis sont décrits en 2014 par les paléontologues Xiaolin Wang, Alexander Kellner, Jiang Shunxing, Wang Qiang, Ma Yingxia, Yahefujiang Paidoula, Cheng Xin, Taissa Rodrigues, Meng Xi, Zhang Jialiang, Li Ning, and Zhou Zhonghe,,.

### Fossiles
Selon Paleobiology Database en 2024, ce genre Hamipterus a quatre collections référencées de fossiles. Ces collections sont du Valanginien du Crétacé inférieur, c'est-à-dire datent de 139,8 à 132,9 Ma avant notre ère.

### Holotype
L'holotype IVPP V18931.1 a été trouvé dans une couche du groupe de Tugulu datant du Crétacé inférieur. Il s'agit d'un crâne, probablement celui d'une femmelle. Le paratype est IVPP V18935.1, le crâne d'un individu mâle. Le numéro d'inventaire IVPP V18931 ne se rapporte pas à un squelette unique, mais à un bloc contenant divers os de différents individus. Onze de ces blocs avaient été récupérés en 2014, numérotés IVPP V18931 à V18941. Ensemble, ils comprennent les restes d'au moins 40 animaux, à la fois des os et des restes de tissus mous tels que les gaines cornéennes des crêtes crâniennes. Exceptionnellement pour les fossiles de ptérosaures, les os n'ont pas été écrasés, mais ont été conservés en bon état tridimensionnel. Cinq œufs non écrasés ont également été trouvés. Les découvertes de 2014 représentent la plus grande concentration connue de fossiles de ptérosaures, à l'exception des colonies de nidification de Pterodaustro d'Argentine.

### Répartition
Ces quatre collections viennent toutes du Xinjiang en Chine.

## Découverte
En 2006, un site de nidification a été découvert dans le Crétacé inférieur de Chine, dans la Région autonome ouïghoure du Xinjiang. L’étude de ce Konservat-Lagerstätte  a livré des centaines d’œufs fossilisés de Hamipterus tianshanensis dont 16 avec des restes d’embryons. Xiaolin Wang et ses collègues en 2014 en ont conclu à une convergence écologique entre les ptérosaures et les oiseaux.
En 2017, Xiaolin Wang et ses collègues indiquent que les nouveau-nés de ptérosaures semblent en effet avoir été moins précoces qu'on ne le pensait (ossification inachevée à l’éclosion impliquant des soins parentaux), et la superposition de couvées évoque une fidélité au site de nidification (un peu comme dans les colonies d’oiseaux marins).
Ces conclusions sont complètement remises en cause en 2019 dans une étude conduite par David Unwin et Charles Deeming,,. Cette analyse, basée sur l'étude de ces mêmes œufs et embryons chinois, et leur comparaison avec ceux des oiseaux et des crocodiles, conclut qu'ils étaient encore à un stade précoce de développement et loin de leur éclosion. Les deux paléontologues en déduisent que ces ptérosaures nouveau-nés étaient capables de voler dès leur naissance et livrés à eux-mêmes. Une faible proportion de cette progéniture échappait aux prédateurs (comme les petits théropodes du genre Sinosauropteryx).
Cette capacité à voler dès la naissance et à poursuivre leur croissance expliquerait aussi que les ptérosaures pouvaient atteindre des envergures considérables à l'état adulte.

## Espèces
On ne connait actuellement qu’une seule espèce au sein de ce genre : Hamipterus tianshanensis, qui avait la taille du goéland et pourrait avoir été associé aux zones humides, au moins pour sa reproduction.

## Description
L'envergure des individus décrits en 2014 variait de 1,5 à 3,5 m.
Les auteurs de la description ont indiqué certains traits distinctifs, tous des autapomorphies, des caractères dérivés uniques. Le dentaire, l'os antérieur de la mâchoire inférieure, présente un processus en forme de crochet. La branche ascendante de l'os jugal, qui va jusqu'à l'os lacrymal, est fine, inclinée vers l'avant et élargie vers le haut. Le supraoccipital central de la partie supérieure arrière du crâne porte une crête bien développée. L'humérus est perforé par un foramen pneumatique près de la base de la crête deltopectorale. L'os carpien inférieur externe du poignet présente un processus en forme de pointe pointant vers le bas.
On trouve également une combinaison unique de traits qui ne sont pas uniques en eux-mêmes. L'os antérieur du museau, le prémaxillaire, porte une crête avec des crêtes et des rainures qui se courbent vers l'avant. La rainure du dentaire atteint le point le plus élevé de cet os. L'extrémité du museau et l'extrémité des mâchoires inférieures sont légèrement élargies. La crête deltopectorale est modérément tordue autour de l'axe longitudinal de l'humérus.

## Classification

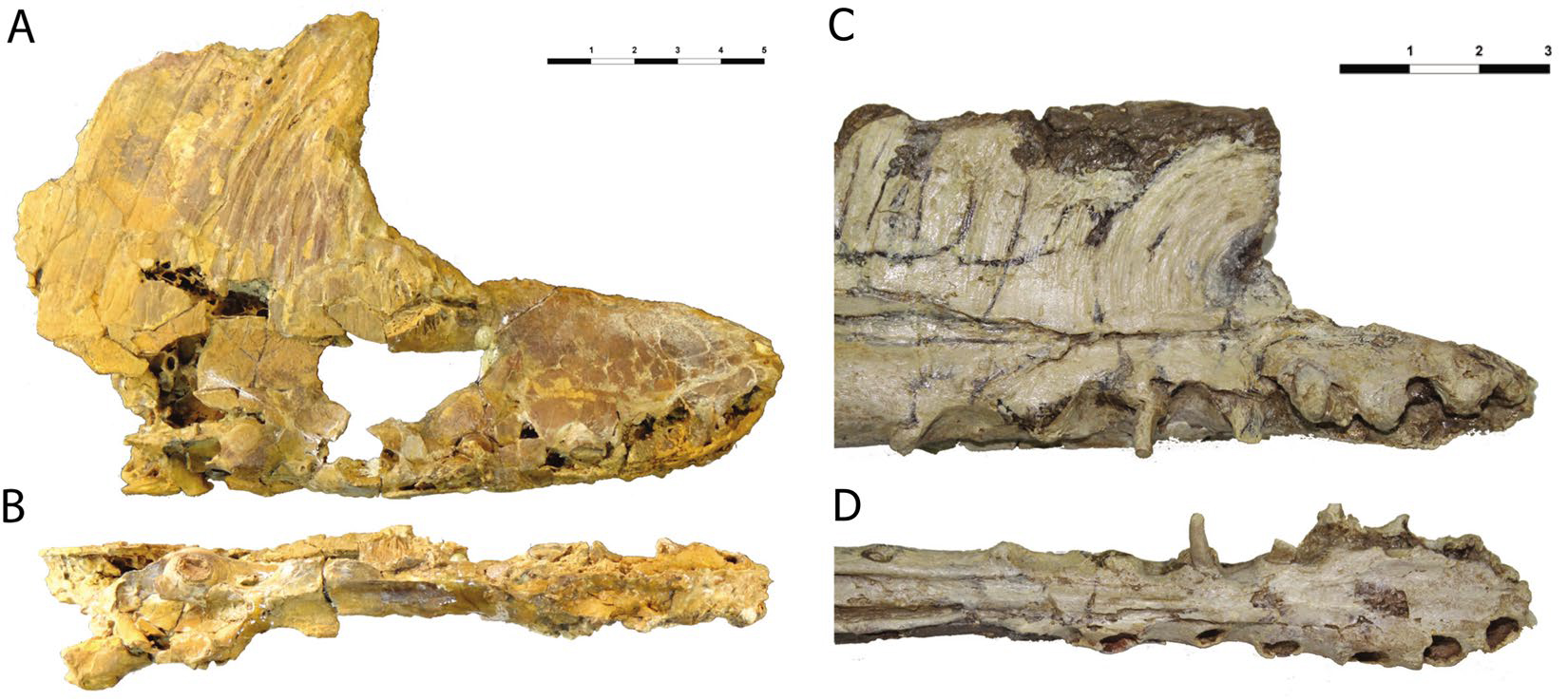
Museau de Iberodactylus comparé à celui de Hamipterus.

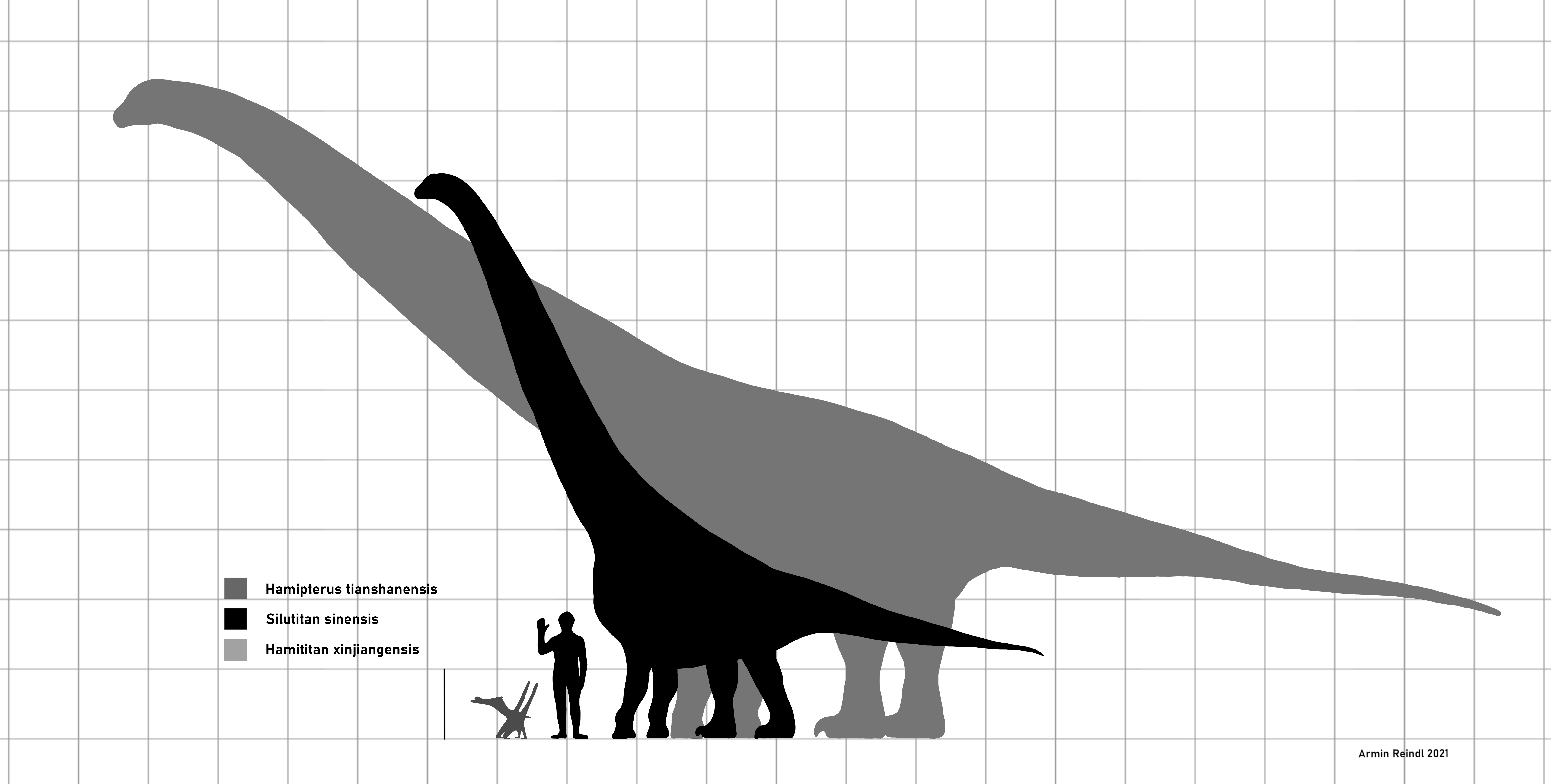
Comparaison de taille humaine dont Hamipterus

Hamipterus faisait partie des Pterodactyloidea, placés dans le groupe des Pteranodontoidea. Une analyse cladistique exacte n'a pas pu résoudre la relation avec Istiodactylus, Ludodactylus et les Anhangueridae.
Le cladogramme ci-dessous suit la topologie récupérée par Pêgas et al. (2019). Dans l'analyse, ils ont désigné Hamipteridae comme taxon frère de la famille Anhangueridae, tous deux appartenant au clade plus large Anhangueria :
|  | Hamipterus    |
|  |               |
|  | Iberodactylus |
|  |               |

|  | Coloborhynchus |
|  |                |
|  | Siroccopteryx  |
|  |                |
|  | Uktenadactylus |
|  |                |

|  | Caulkicephalus |
|  |                |
|  | Guidraco       |
|  |                |
|  | Ludodactylus   |
|  |                |

|  | Anhanguera                                                      |
|  |                                                                 |
|  | Liaoningopterus                                                 |
|  |                                                                 |
|  | \| \| Cearadactylus \| \| \| \| \| \| Maaradactylus \| \| \| \| |
|  |                                                                 |
|  | Cearadactylus                                                   |
|  |                                                                 |
|  | Maaradactylus                                                   |
|  |                                                                 |

|  | Cearadactylus |
|  |               |
|  | Maaradactylus |
|  |               |

|  | Caulkicephalus |
|  |                |
|  | Guidraco       |
|  |                |
|  | Ludodactylus   |
|  |                |

|  | Anhanguera                                                      |
|  |                                                                 |
|  | Liaoningopterus                                                 |
|  |                                                                 |
|  | \| \| Cearadactylus \| \| \| \| \| \| Maaradactylus \| \| \| \| |
|  |                                                                 |
|  | Cearadactylus                                                   |
|  |                                                                 |
|  | Maaradactylus                                                   |
|  |                                                                 |

|  | Cearadactylus |
|  |               |
|  | Maaradactylus |
|  |               |

|  | Coloborhynchus |
|  |                |
|  | Siroccopteryx  |
|  |                |
|  | Uktenadactylus |
|  |                |

|  | Caulkicephalus |
|  |                |
|  | Guidraco       |
|  |                |
|  | Ludodactylus   |
|  |                |

|  | Anhanguera                                                      |
|  |                                                                 |
|  | Liaoningopterus                                                 |
|  |                                                                 |
|  | \| \| Cearadactylus \| \| \| \| \| \| Maaradactylus \| \| \| \| |
|  |                                                                 |
|  | Cearadactylus                                                   |
|  |                                                                 |
|  | Maaradactylus                                                   |
|  |                                                                 |

|  | Cearadactylus |
|  |               |
|  | Maaradactylus |
|  |               |

|  | Caulkicephalus |
|  |                |
|  | Guidraco       |
|  |                |
|  | Ludodactylus   |
|  |                |

|  | Anhanguera                                                      |
|  |                                                                 |
|  | Liaoningopterus                                                 |
|  |                                                                 |
|  | \| \| Cearadactylus \| \| \| \| \| \| Maaradactylus \| \| \| \| |
|  |                                                                 |
|  | Cearadactylus                                                   |
|  |                                                                 |
|  | Maaradactylus                                                   |
|  |                                                                 |

|  | Cearadactylus |
|  |               |
|  | Maaradactylus |
|  |               |

|  | Hamipterus    |
|  |               |
|  | Iberodactylus |
|  |               |

|  | Coloborhynchus |
|  |                |
|  | Siroccopteryx  |
|  |                |
|  | Uktenadactylus |
|  |                |

|  | Caulkicephalus |
|  |                |
|  | Guidraco       |
|  |                |
|  | Ludodactylus   |
|  |                |

|  | Anhanguera                                                      |
|  |                                                                 |
|  | Liaoningopterus                                                 |
|  |                                                                 |
|  | \| \| Cearadactylus \| \| \| \| \| \| Maaradactylus \| \| \| \| |
|  |                                                                 |
|  | Cearadactylus                                                   |
|  |                                                                 |
|  | Maaradactylus                                                   |
|  |                                                                 |

|  | Cearadactylus |
|  |               |
|  | Maaradactylus |
|  |               |

|  | Caulkicephalus |
|  |                |
|  | Guidraco       |
|  |                |
|  | Ludodactylus   |
|  |                |

|  | Anhanguera                                                      |
|  |                                                                 |
|  | Liaoningopterus                                                 |
|  |                                                                 |
|  | \| \| Cearadactylus \| \| \| \| \| \| Maaradactylus \| \| \| \| |
|  |                                                                 |
|  | Cearadactylus                                                   |
|  |                                                                 |
|  | Maaradactylus                                                   |
|  |                                                                 |

|  | Cearadactylus |
|  |               |
|  | Maaradactylus |
|  |               |

|  | Coloborhynchus |
|  |                |
|  | Siroccopteryx  |
|  |                |
|  | Uktenadactylus |
|  |                |

|  | Caulkicephalus |
|  |                |
|  | Guidraco       |
|  |                |
|  | Ludodactylus   |
|  |                |

|  | Anhanguera                                                      |
|  |                                                                 |
|  | Liaoningopterus                                                 |
|  |                                                                 |
|  | \| \| Cearadactylus \| \| \| \| \| \| Maaradactylus \| \| \| \| |
|  |                                                                 |
|  | Cearadactylus                                                   |
|  |                                                                 |
|  | Maaradactylus                                                   |
|  |                                                                 |

|  | Cearadactylus |
|  |               |
|  | Maaradactylus |
|  |               |

|  | Caulkicephalus |
|  |                |
|  | Guidraco       |
|  |                |
|  | Ludodactylus   |
|  |                |

|  | Anhanguera                                                      |
|  |                                                                 |
|  | Liaoningopterus                                                 |
|  |                                                                 |
|  | \| \| Cearadactylus \| \| \| \| \| \| Maaradactylus \| \| \| \| |
|  |                                                                 |
|  | Cearadactylus                                                   |
|  |                                                                 |
|  | Maaradactylus                                                   |
|  |                                                                 |

|  | Cearadactylus |
|  |               |
|  | Maaradactylus |
|  |               |

## Paléobiologie
Le grand nombre d'individus trouvés a permis d'établir une série de croissance, montrant comment les individus se sont développés au cours de leur ontogénie. Les animaux de plus grande taille présentent un certain nombre de changements. Leurs extrémités du museau deviennent relativement plus larges. La crête du museau devient plus robuste et élargit sa base vers l'avant, commençant au niveau de la cinquième dent au lieu de la sixième. Le motif de rainures et de crêtes sur la crête devient plus proéminent. La pointe du museau commence également à se redresser en vue de profil, ne se courbant plus vers le haut. La rainure dans le dentaire s'approfondit et s'allonge également. Cependant, aucun changement n'a lieu dans le nombre de dents, le degré de fusion dans la symphyse des mâchoires inférieures ou la forme du squelette postcrânien, pour autant que l'on puisse le déterminer, étant donné que les éléments situés derrière le crâne n'ont pas été trouvés articulés.
On a supposé qu'un dimorphisme sexuel clair a été découvert, les plus grands spécimens arborant les plus grandes crêtes étant les mâles, tandis que les plus petits individus étaient les femelles avec des crêtes plus petites. Cela a été considéré comme une réfutation de l'hypothèse selon laquelle chez les ptérosaures, seuls les mâles possédaient des crêtes. Les tomographies des œufs fossilisés d'Hamiptère suggèrent que les jeunes Hamipterus avaient des os de la cuisse bien développés pour marcher, mais une poitrine faible pour voler. Compte tenu de la proximité des nids et des adultes, ainsi que du sous-développement des nouveau-nés pour voler, il a également été suggéré que Hamipterus pratiquait une certaine forme de soins parentaux,. Cependant, cette étude a depuis été critiquée par certains paléontologues. Une étude de 2021 est en désaccord en démontrant que les jeunes d'Hamiptère ne diffèrent pas significativement des autres nageoires capables de voler.

### Publication originale
- [2014] (en) Xiaolin Wang, Alexander W.A. Kellner, Shunxing Jiang, Qiang Wang, Yingxia Ma, Yahefujiang Paidoula, Xin Cheng, Taissa Rodrigues, Xi Meng; Jialiang Zhang, Ning Li et Zhonghe Zhou, « Sexually dimorphic tridimensionally preserved pterosaurs and their eggs from China » [« Ptérosaures sexuellement dimorphes tridimensionnellement préservés et leurs œufs en Chine »], Current Biology, vol. 24, no 12,‎ 2014, p. 1323–1330 (PMID 24909325, DOI 10.1016/j.cub.2014.04.054).